# Игава, Сэй
Сэй Игава (яп. 井川 省, 14 апреля 1913, префектура Ибараки — 20 апреля 1946, Вьетнам) — майор Японской Императорской Армии. После поражения Японии во Второй Мировой Войне остался в Индокитае, где вступил во Вьетминь и участвовал в Индокитайской войне.

## Биография
Родился в префектуре Ибараки 14 апреля 1913 года. Второй сын директора начальной школы, Седзо Игавы. После окончания средней школы в 1935 году он поступил в военную академию. В сентябре того же года зачислен в 8-й кавалерийский полк. В августе 1937 произведён в лейтенанты кавалерии. В июле 1938 полк стал 4-й кавалерийской танковой бригадой. В августе 1939 повышен до капитана. В декабре 1942 года он получил звание майора был откомандирован в штаб 19-й армии на Молуккских островах.
В мае 1945 года начальник штаба 34-й бригады приказал ему присоединится к Вьетминю в Хюэ. В старом королевском дворце в городе находились тысячи единиц вооружения и боеприпасов, захваченных 34-й бригадой у французских и индийских войск во время операции «Мэйдзи». После поражения Японии в августе Игава приказал своему подчинённому, лейтенанту Мицунобу Накахара открыть склад и вооружить Вьетминь но не участвовать в боях. Он создал лагерь для 34-й бригады к западу от Дананга и принял меры по организации сельского хозяйства и набору рекрутов в бригаду. Затем он был отправлен из Хюэ на фронт в качестве главы Южного Комитета.
Игава переводил французские военные учебники по манёврам пехоты на вьетнамский язык[уточнить] для Вьетминя. Так же он написал руководство по стратегии и тактике против Франции и подготовке войск. Он также обучал вьетнамских офицеров низшего и среднего звена и регулярно обменивался мнениями с Нгуен Суном о тактике боевых действий.
21 марта 1946 отправляется на фронт в составе Вьетминя. В тот же день Игава вёл джип с грузовиком, но попал во французскую засаду на горной дороге, ведущей к городу Плейку. По словам солдата Ван Тайна (позже майора Народной Армии), Игава остановил джип, увидев упавшее дерево, лёг на землю и подполз к грузовику, приказав вьетнамским солдатам эвакуироваться. В этот момент французы обстреляли грузовик, и майор Игава погиб при обстреле. Французские военные обнаружили на его трупе заметки по тактике. В них говорилось, что нужно было создать «специальную группу нападения», которая атаковала бы самую слабую часть французского фронта, и приводила противника к растерянности. После его смерти лейтенант Накахара создал армейскую школу по воле майора.
После смерти Игава получил орден Священного сокровища 5 степени, и записан в храме Ясукуни как погибший на войне. Однако там была записана дата смерти 20 июня 1946 года, что на два месяца позже его настоящей гибели.

## Родственники
- Жена Йошико Игава
- Дочь Кумаи Симомото